# Bischofsberg (Gemeinde Deutsch-Griffen)
Bischofsberg ist eine Ortschaft in der Gemeinde Deutsch-Griffen im Bezirk St. Veit an der Glan in Kärnten. Die Ortschaft hat 26 Einwohner (Stand 1. Jänner 2025). 

## Lage
Die Ortschaft liegt linksseitig hoch über dem Tal des Griffener Bachs, auf dem Gebiet der Katastralgemeinde Deutsch Griffen, etwa 1 bis 2 km nordöstlich und 150 bis 250 Höhenmeter oberhalb des Gemeindehauptorts Deutsch Griffen.
Zur Ortschaft gehören die Höfe und Häuser Bischofsberger oder Zechnerhof (Nr. 1), Wandlitscher (Nr. 3), Langwieser (Nr. 4), Lambacher (Nr. 5; daneben Nr. 12 und 13), Obere Grabenkeusche oder Neubauer (Nr. 6; daneben Nr. 7 und 14), Kleinerer Langwieser (Nr. 8), Stademaier oder Stanimair (Nr. 9) und Untere Grabenkeusche (Nr. 10).

## Geschichte
Der Zechnerhof wird 1326 urkundlich erwähnt.
Ab Gründung der politischen Gemeinden Mitte des 19. Jahrhunderts gehörte Bischofsberg zur Gemeinde Deutsch-Griffen. Bei der Kärntner Gemeindestrukturreform von 1973 kam der Ort an die damals neu errichtete Gemeinde Weitensfeld-Flattnitz, seit deren Auflösung 1991 gehört die Ortschaft wieder zur Gemeinde Deutsch-Griffen.

## Bevölkerungsentwicklung
Für die Ortschaft ermittelte man folgende Einwohnerzahlen:
- 1869: 11 Häuser, 66 Einwohner[2]
- 1880: 11 Häuser, 64 Einwohner[3]
- 1890: 10 Häuser, 73 Einwohner[4]
- 1900: 10 Häuser, 70 Einwohner[5]
- 1910: 10 Häuser, 82 Einwohner[6]
- 1923: 9 Häuser, 73 Einwohner[7]
- 1934: 81 Einwohner[8]
- 1961: 9 Häuser, 62 Einwohner[9]
- 2001: 10 Gebäude (davon 6 mit Hauptwohnsitz) mit 10 Wohnungen; 21 Einwohner und 1 Nebenwohnsitzfall; 6 Haushalte; 1 Arbeitsstätte, 4 land- und forstwirtschaftliche Betriebe[10]
- 2021: 12 Gebäude, 25 Einwohner, 10 Haushalte, 3 Arbeitsstätten[11]